# Сељак (часопис)
Сељак : лист за поље, кућу и башту је часопис везан за  пољопривредне теме. Период излажења овог часописа је од 1862. године до 1881. године. Издаје и уређује га Ђорђе Радић, први доктор пољопривредних наука у Србији.

## О часопису
Први број часописа Сељак изашао је 15. јануара 1862. године у Новом Саду. Издаје га и уређује Ђорђе Радић, један од најзначајнијих пољопривредних стручњака које је Србија имала у XIX и на почетку XX века. Часопис није излазио од 1870. до 1871. године , а разлог је одлазак уредника Ђорђа Радића у Београд на нову дужност. Лист је поново покренуо Пера Болгарић 1872. године у Панчеву. У часопису су биле лако писане поуке и практична упутства. Био је и богато илустрован, тако да је Сељак био изузетно популаран у народу. Често је мењао поднаслове и штампарије.

### Промена поднаслова
- Од 1963. Недељни лист за кућу, поље и башту са илустрацијама
- Од 1865. Недељни лист за поље, кућу, башту, уметност и обртност
- Од 1/2/1867 Илустровани недељни лист за целокупну екомомију, уметност и обртност
- Од бр. 1/1880 Илустровани лист за целокупну пољску привреду и кућевне потребе

### Периодичност излажења
На почетку је излазио сваког четвртка, а касније сваког другог четвртка, да би пред крај излажења периодичност била једном месечно.
- Од броја 1/1863. до броја 47/1863. године сваког четвртка
- Од броја 48/1863. сваког другог четвртка
- Од броја 1/1865. сваког понедељка
- Од броја 1/1880. 10. и 25 у месецу
- Од броја 1/1881. једном месечно

## Теме
Теме часописа су биле везане за пољопривреду, практичне савете у вези гајења, лечења биљака и животиња, различитих рецепата како за кување, тако и за лечење.

### Рубрике
- Нашим домаћицама
- Лекар
- Ситнице
- Писмоноша
- Трговина

## Уредници
Од почетка излажења до 1869. године уредник је био Ђорђе Радић. Две године није излазио часопис (1870. и 1871) и поново га је покренуо Пера Болгарић 1872. године у Панчеву.

## Штампарија
Током излажења често су се мењале штампарије.

## ИзСељака
| „ | Најбоље кувано месо. Пристави га у врелу кључалу воду, и кад је неколико минута у њој врило, додаји по мало ладне воде и кувај неколико сати; овако ће остати сва снага у месу, ал‘ чорба неће ваљати низашта. | ” |

| „ | Свилена буба Време се приближује за оне, који ће бубе ранити, пак ћемо зато сад почети и о њима све главне послове описивати, које су при рањењу ови буба нуждни. Прво је нуждно имати дудару, из које ће се нуждна рана за бубе набављати, и с‘ овом ћемо дакле почети. О дудари... | ” |